# Williston (Vermont)
Williston ist eine Town im Chittenden County des Bundesstaats Vermont in den Vereinigten Staaten, mit 10.103 Einwohnern (Stand: 2020).

## Geografie

### Geografische Lage
Williston liegt zentral im Chittenden County, im Einzugsbereich des Industriezentrum Burlington in den fruchtbaren Ebenen zwischen dem Ostufer des Lake Champlain und den westlichen Ausläufern der Green Mountains. Entlang der nördlichen Stadtgrenze fließt der Winooski River. Der größte See der Town ist der im Süden in die Town ragende Lake Iroquois. Die Oberfläche der Town ist eben und die höchste Erhebung, der 353 m hohe Yantz Hill, liegt außerhalb des Gebietes der Town an der östlichen Grenze.

### Nachbargemeinden
Alle Entfernungen sind als Luftlinien zwischen den offiziellen Koordinaten der Orte aus der Volkszählung 2010 angegeben.
- Norden: Essex Junction, 7,0 km
- Nordosten: Jericho, 12,0 km
- Osten: Richmond, 8,5 km
- Südosten: Fayston, 30,0 km
- Süden: Hinesburg, 10,0 km
- Südwesten: Shelburne, 11,5 km
- Westen: Wilmington, 57,0 km
- Nordwesten: South Burlington, 8,0 km

### Klima
Die Durchschnittstemperatur in Williston liegt zwischen −11,0 °C (12 °Fahrenheit) im Januar und 20,0 °C (68 Grad Fahrenheit) im Juli. Damit ist der Ort gegenüber dem langjährigen Mittel Vermonts um etwa 2 Grad kühler. Die Schneefälle zwischen Oktober und Mai erreichen ihren Höchstwert im Januar und liegen deutlich höher als die mittlere Schneehöhe in den USA. Die tägliche Sonnenscheindauer liegt am unteren Rand des Wertespektrums der USA, im Zeitraum September bis Dezember zum Teil deutlich darunter.

## Geschichte
Der Ort wurde am 7. Juni 1763 gegründet. An diesem Tag erhielt Samuel Willis, nach dem die Stadt ihren Namen hat, vom Gouverneur New Hampshires, Benning Wentworth, 20.000 acres Land. Die Besiedlung begann ab 1774. Zu den ersten Bewohnern der Stadt zählte Thomas Chittenden, der 1776 hier Land kaufte und 1797 hier starb. Die Besiedlung kam durch den Unabhängigkeitskrieg ins Stocken, ansässige Siedler wurden insbesondere durch Überfälle von mit den Briten verbündeten Indianerstämmen vertrieben. Nach dem Ende des Krieges wurde die Besiedlung wieder aufgenommen. Die konstituierende Gemeindeversammlung fand 1786 statt. Die Besiedlung erfolgte sehr rasch, begünstigt durch die landwirtschaftlich gut nutzbaren Böden. Die Volkszählung von 1790 weist Williston nach Charlotte als zweitgrößte Gemeinde des damaligen Vermonts aus.
1794 wurden die Grenzen der Gemeinde wesentlich verändert. Um eine neue Town zu formen wurde die östliche Hälfte von der Gemeinde abgegeben; dafür erhielt sie im Westen Flächenerweiterungen, die von der Gemeinde Burlington abgetrennt wurden.
Seit 1849 ist Williston an die bis heute bestehende Bahnstrecke Windsor–Burlington angeschlossen, die dem Ort erweiterte Absatzmärkte bescherte. Der Personenverkehr auf dieser Strecke ist zwar seit 1938 eingestellt, aber der Güterverkehr wird weiterhin aufrechterhalten.
Während des Amerikanischen Bürgerkrieges stellte die Gemeinde mehr als 50 Soldaten in Kavallerie und Heer. Von Kampfhandlungen auf seinem Gebiet blieb der Ort aber verschont.
1979 waren 26 Gebäude Willistons im nationalen Register historischer Orte der USA verzeichnet.

### Religion

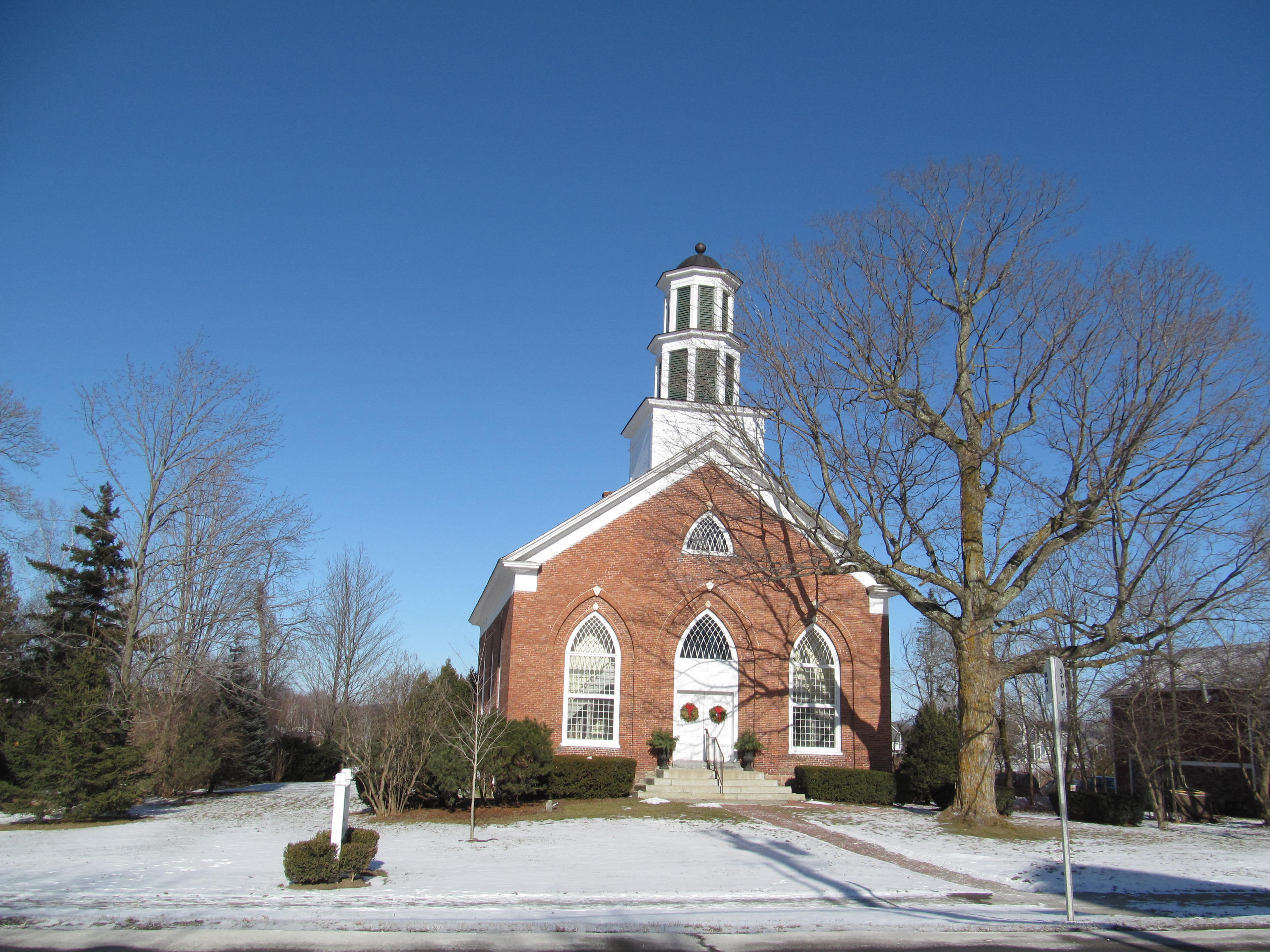
Kirche in Williston (2013)

Eine erste Kirche wurde 1797 errichtet und um 1830 durch einen Steinbau ersetzt. Ab 1828 wurde durch den Pastor der baptistischen Gemeinde eine Hochschule für Männer und Frauen, die Williston Academy, errichtet und mit Erfolg betrieben. Der Zustrom war so groß, dass bereits 1841 ein neuer, größerer Bau errichtet werden musste, in dem bis zu 120 Schüler unterrichtet wurden. 1858 wurde auch dieser Bau erweitert.
Im Ort sind heute fünf kirchliche Gemeinden vertreten (je eine katholische, methodistische, eine unabhängige und je eine Gemeinde der Kirche des Nazareners und der United Church of Christ). Das zuständige Krankenhaus liegt im benachbarten Burlington, ebenso alle weiterführenden Schulen.

### Einwohnerentwicklung
| Volkszählungsergebnisse – Town of Williston | Volkszählungsergebnisse – Town of Williston | Volkszählungsergebnisse – Town of Williston | Volkszählungsergebnisse – Town of Williston | Volkszählungsergebnisse – Town of Williston | Volkszählungsergebnisse – Town of Williston | Volkszählungsergebnisse – Town of Williston | Volkszählungsergebnisse – Town of Williston | Volkszählungsergebnisse – Town of Williston | Volkszählungsergebnisse – Town of Williston | Volkszählungsergebnisse – Town of Williston |
| Jahr                                        | 1700                                        | 1710                                        | 1720                                        | 1730                                        | 1740                                        | 1750                                        | 1760                                        | 1770                                        | 1780                                        | 1790                                        |
| ------------------------------------------- | ------------------------------------------- | ------------------------------------------- | ------------------------------------------- | ------------------------------------------- | ------------------------------------------- | ------------------------------------------- | ------------------------------------------- | ------------------------------------------- | ------------------------------------------- | ------------------------------------------- |
| Einwohner                                   |                                             |                                             |                                             |                                             |                                             |                                             |                                             |                                             |                                             | 471                                         |
| Jahr                                        | 1800                                        | 1810                                        | 1820                                        | 1830                                        | 1840                                        | 1850                                        | 1860                                        | 1870                                        | 1880                                        | 1890                                        |
| Einwohner                                   | 846                                         | 1185                                        | 1246                                        | 1608                                        | 1554                                        | 1669                                        | 1479                                        | 1441                                        | 1342                                        | 1161                                        |
| Jahr                                        | 1900                                        | 1910                                        | 1920                                        | 1930                                        | 1940                                        | 1950                                        | 1960                                        | 1970                                        | 1980                                        | 1990                                        |
| Einwohner                                   | 1176                                        | 1000                                        | 929                                         | 961                                         | 1021                                        | 1182                                        | 1484                                        | 3187                                        | 3843                                        | 4887                                        |
| Jahr                                        | 2000                                        | 2010                                        | 2020                                        | 2030                                        | 2040                                        | 2050                                        | 2060                                        | 2070                                        | 2080                                        | 2090                                        |
| Einwohner                                   | 7650                                        | 8698                                        | 10.103                                      |                                             |                                             |                                             |                                             |                                             |                                             |                                             |

## Wirtschaft und Infrastruktur

### Verkehr
In westöstlicher Richtung führt die Interstate 89 durch die Town. Sie verbindet Kanada im Norden mit dem Süden und führt über Montpellier. Parallel verläuft der U.S. Highway 2 durch die Town und verbindet Williston mit Burlington im Westen und Richmond im Osten. Die Vermont State Route 2A verläuft in nordsüdlicher Richtung, von Essex im Norden nach St. George im Süden.

### Regelmäßige Veranstaltungen
Seit Mitte der 2010er Jahre ist Williston Austragungsort von Cyclocross-Wettbewerben im Rahmen von Meisterschaften.

### Öffentliche Einrichtungen
Es gibt kein Krankenhaus in Williston. Das  University of Vermont Medical Center in Burlington ist das nächstgelegene Krankenhaus.

### Bildung
Williston gehört mit Charlotte, Hinesburg, St. George und Shelburne zur Chittenden South Supervisory Union. In Williston befindet sich der Williston School District. Zu ihm gehören zwei Schulen, die Allen Brook School, eine Vorschule mit frühkindlicher Bildung bis zum zweiten Schuljahr, und die Williston Central School mit Schulklassen vom dritten Schuljahr bis zum achten Schuljahr.
Die Dorothy Alling Memorial Library wurde 1905 gegründet. Zur Bibliothekarin wurde die 19-jährige Sylvia Warren gewählt; sie übte diese Funktion die nächsten 50 Jahre aus. Über die komplette Zeit spendete sie ihren Lohn für die Arbeit, um von dem Geld neue Bücher zu kaufen. In den 1920er Jahren zog die Bibliothek in einen Raum über dem Warrens General Store, einem Geschäft, welches Sylvia Warrens Vater gehörte. Sylvia Warren war nun auch Postmistress von Williston. In den 1940er Jahren führte Dorothy Parker Alling, eine ehemalige Lehrerin, eine kleine Bibliothek mit Vorleserunde für Kinder. Nach der Schließung des Warrens General Stores zog die Bibliothek in die Erdgeschossräume und im Jahr 1955 ging Sylvia Warren in Rente. Die Bibliothek wurde nun durch Freiwillige geführt. Dorothy Alling starb im Jahr 1958 und ihr Ehemann Frank Alling spendete der Town ein neues Gebäude in ihrem Namen für die Bücher der Bibliothek. Das Gebäude wurde 1960 eingeweiht.

## Persönlichkeiten

### Söhne und Töchter der Stadt
- Chauncey W. Brownell (1847–1938), Anwalt, Politiker und Vermont Secretary of State
- Russell S. Taft (1835–1902), Anwalt, Politiker, Richter und Vizegouverneur von Vermont

### Persönlichkeiten, die vor Ort gewirkt haben
- Thomas Chittenden (1730–1797), Staatsmann, Politiker, Gouverneur von Vermont und Gründer von Williston
- Martin Chittenden (1763–1840), Politiker, Gouverneur von Vermont
- Ben Cohen (* 1951), Unternehmer, Gründer der Speiseeisfirma Ben & Jerry’s
- Jerry Greenfield (* 1951), Unternehmer, Gründer der Speiseeisfirma Ben & Jerry’s
- Raul Hilberg (1926–2007), Historiker österreichischer Herkunft. Gilt als einer der bekanntesten und bedeutendsten Holocaust-Forscher
- Peter Orlovsky (1933–2010), Dichter und Schauspieler